# Resserrement du crédit
En sciences économiques, un resserrement du crédit (ou pénurie de crédit voire un étranglement du crédit – on emploie également le terme anglais credit crunch) est une limitation ou une raréfaction du crédit offert aux entreprises et aux particuliers, ou une forte hausse des coûts liés à l’endettement (hausse des taux d'emprunt, besoin de fortes garanties pour obtenir un prêt, etc.)
Le phénomène est parfois concomitant avec une crise de liquidité, mais ce n’est pas toujours le cas (une crise de liquidité est un refus des banques et autres établissements financiers à se prêter de l’argent, c’est-à-dire des liquidités, entre eux).
Lors des périodes de resserrement de crédit, les emprunteurs solvables n'arrivent pas à obtenir de crédit (ou seulement à des conditions déraisonnables).

## Sources
- Étranglement du crédit, prêts bancaires et politique monétaire : un modèle d’intermédiation financière à projets hétérogènes, Mingwei Yuan et Christian Zimmermann, acte de colloque de la Banque du Canada, 1999
- Concurrence interbancaire et sélection des investissements, Alexis Direr, Annales d’économie et de statistique, n° 69, 2003